# Arraye-et-Han
Arraye-et-Han è un comune francese di 336 abitanti situato nel dipartimento della Meurthe e Mosella nella regione del Grand Est.

## Società

### Evoluzione demografica
Abitanti censiti